# Saint-Julien-de-Lampon
Saint-Julien-de-Lampon – miejscowość i gmina we Francji, w regionie Nowa Akwitania, w departamencie Dordogne.
Według danych na rok 1990 gminę zamieszkiwało 586 osób, a gęstość zaludnienia wynosiła 44 osób/km² (wśród 2290 gmin Akwitanii Saint-Julien-de-Lampon plasuje się na 654. miejscu pod względem liczby ludności, natomiast pod względem powierzchni na miejscu 862.).